# Shay Keogh
Pour les articles homonymes, voir Keogh (homonymie).
Seamus 'Shay' Keogh, né le 6 septembre 1934 à Dublin et mort le 13 avril 2020 à Rathfarnham, est un footballeur international irlandais. Il réalise l'intégralité de sa carrière dans des clubs irlandais, et se voit sacré à trois reprises champion d'Irlande avec les Shamrock Rovers.

## Carrière
Shay Keogh qui grandit dans le quartier de Crumlin, est international avec les scolaires puis dans les catégories de jeunes, avant d'intégrer les Shamrock Rovers en 1952. Il reste chez les Hoops pendant presque une décade. Il est ainsi membre de la prestigieuse équipe qui domine le football irlandais lors de le la décennie 1960, connue sous le nom de Coad's Colts, les colts de Paddy Coad, alors entraîneur de l'équipe. Il y remporte trois championnats, deux coupes d'Irlande et trois coupes de la ligue.
Shay participe aux quatre premiers matchs européens des Shamrock Rovers en Coupe des clubs champions européens, contre Manchester United en 1957, puis deux ans après contre l'OGC Nice.
Shay Keogh n'est sélectionné qu'une seule fois en équipe nationale irlandaise. Il joue à Dalymount Park un match amical contre la Pologne le 5 octobre 1958. La rencontre se termine sur un match nul 2-2.

## Palmarès
Avec les Shamrock Rovers
- Championnat d'Irlande
  - Vainqueur en 1953-1954, 1956-1957 et 1958-1959
- Coupe d'Irlande
  - Vainqueur en 1954-1955 et 1955-1956
- Coupe de la Ligue d'Irlande
  - Vainqueur en 1954-1955, 1955-1956 et 1956-1957
- Leinster Senior Cup
  - Vainqueur en 1953, 1955, 1956, 1957 et 1958
- Dublin City Cup
  - Vainqueur en 1952-1953, 1954-1955, 1956-1957, 1957-1958 et 1959-1960
- Top Four Cup
  - Vainqueur en 1956 et 1958